# Richard Briers

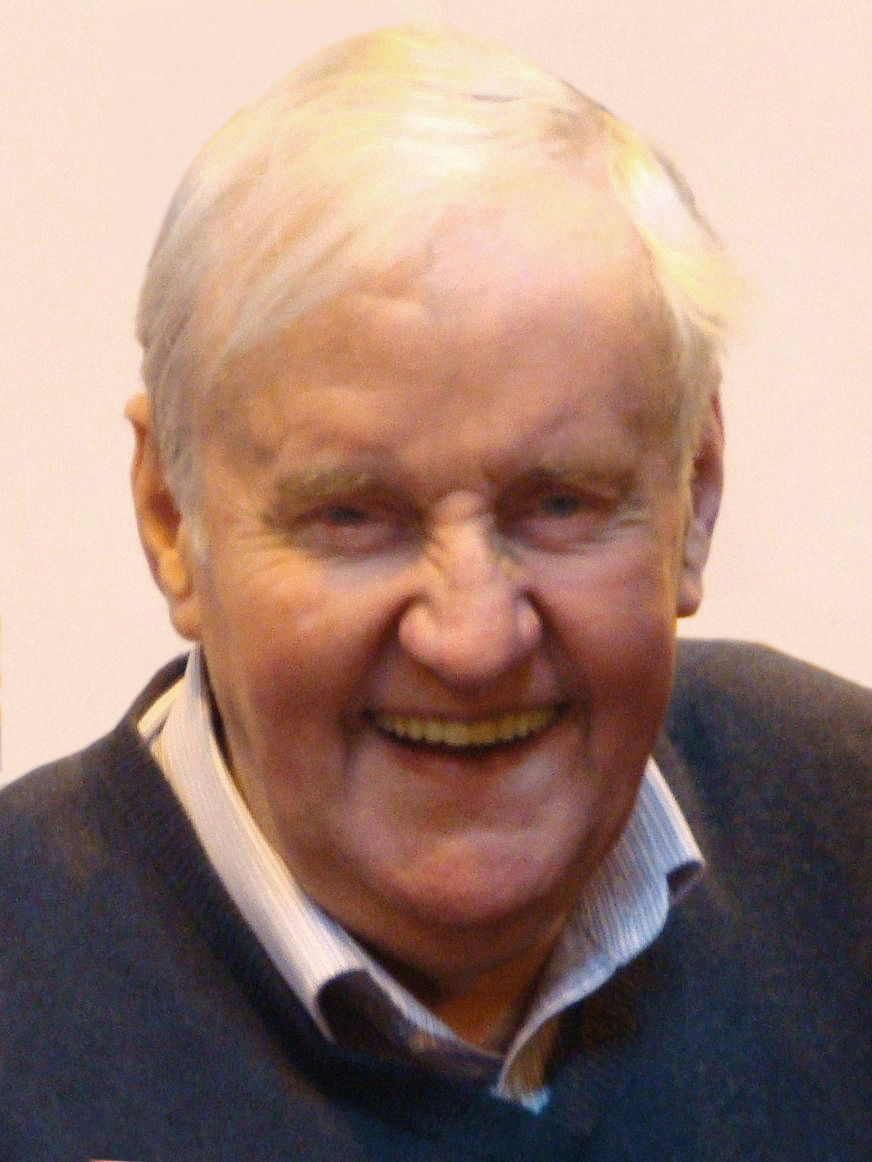
Richard Briers (2009)

Richard David Briers, CBE (* 14. Januar 1934 in Raynes Park, Surrey; † 17. Februar 2013 in London) war ein britischer Schauspieler.

## Leben
Richard Briers besuchte zunächst die Rokeby Prep School in Kingston-upon-Thames in Surrey, verließ diese jedoch im Alter von 16 Jahren ohne einen Abschluss. Nach verschiedenen beruflichen Tätigkeiten verpflichtete er sich für zwei Jahre bei der Royal Air Force.
1956 heiratete er seine Schauspielkollegin Ann Davies (1934–2022), die er während seines Stipendiums bei der Liverpool Repertory Company kennengelernt hatte und mit der er bis zu seinem Tod zusammenbleiben sollte. Die gemeinsame Tochter Lucy Briers arbeitet ebenfalls als Schauspielerin. Richard Briers war ein Cousin zweiten Grades des britischen Komikers Terry-Thomas.

### Theater
Mit Anfang 20 lernte Briers den Schauspieler Brian Murphy kennen, der ihn in die Schauspielgruppe der Borough Road Polytechnic in London einführte. Nach seinem Ausscheiden aus der Royal Air Force absolvierte Briers von 1954 bis 1956 ein Schauspielstudium an Royal Academy of Dramatic Art. Zu seinen Mitschülern zählten unter anderem Peter O’Toole und Albert Finney. Als Schauspieleleve wurde Briers mit der Silbernen Medaille der RADA ausgezeichnet und gewann zusätzlich ein Stipendium an der Liverpool Repertory Company. Zu seinen weiteren Bühnenstationen zählten des Belgrade Theatre in Coventry und das Duke of York’s Theatre im renommierten Londoner West End, wo er 1959 in einer Inszenierung von Lionel Hales Gilt And Gingerbread debütierte.
Zeitlebens kehrte er immer wieder an die Bühne zurück. In den 1980er Jahren spielte er für Kenneth Branaghs Renaissance Theatre Company zahlreiche klassische Bühnenrollen Shakespeares wie den „Malvolio“ in Was ihr wollt und den König Lear sowie Tschechows Onkel Wanja.

### Fernsehen und Film
1961 übernahm Briers seine erste größere Rolle in einer Fernsehproduktion. Neben Prunella Scales spielte er sechs Jahre lang die Hauptrolle in der Serie Marriage Lines. Von 1975 bis 1978 verkörperte die Titelrolle „Tom Good“ in der Sitcom The Good Life, die das Autorenduo John Esmonde und Bob Larbey eigens für ihn entwickelt hatten. Diese Serie wurde einer seiner größten Erfolge. Die letzte Episode wurde in Gegenwart von Elisabeth II. aufgezeichnet. Weitere Serienhauptrollen spielte er in Ever Decreasing Circles und Monarch of the Glen. Briers übernahm Gastrollen in Serien und Reihen wie Doctor Who, Torchwood, Mr. Bean, Inspector Morse und Inspector Barnaby.
Bereits 1958 gab er neben Michael Hordern in der Komödie Girls at Sea sein Spielfilmdebüt. In den Folgejahren spielte er zumeist kleinere Parts in Produktionen wie 16 Uhr 50 ab Paddington, der Terry-Thomas-Komödie Verpfiffen, Doktor in Nöten und dem Raquel-Welch-Abenteuerfilm Feuerdrache. In späteren Jahren war er international vor allem in verschiedenen Shakespeare-Adaptionen Kenneth Branaghs zu sehen: In Henry V. spielte er den „Bardolph“, in Viel Lärm um nichts den „Leonato“, in Hamlet den „Polonius“, in Verlorene Liebesmüh’ den "Nathaniel" und in As You Like It den "Adam". Außerdem spielte er unter Branaghs Regie in Peter’s Friends, Mary Shelley’s Frankenstein, Ein Winternachtstraum sowie 1993 in dem Oscar-nominierten Kurzfilm Swan Song. Seinen letzten Filmauftritt hatte Briers 2012 in dem Splatter-Film Cockneys vs Zombies.
Briers arbeitete als Sprecher für Werbefilme und synchronisierte unter anderem die Werbefigur der Midland Bank. Außerdem übernahm er Sprechrollen verschiedener Zeichentrickserien im Kinderprogramm sowie 1978 als „Fiver“ eine der Hauptrollen für die Zeichentrickadaption von Richard Adams’ Watership Down. In der knapp zwanzig Jahre später entstandenen Neuverfilmung des Romans als Fernsehserie sprach er ebenfalls mit, wenngleich diesmal in einer anderen Rolle als „Captain Bloom“, die im Film noch nicht in Erscheinung getreten war.
Für die BBC sprach er die Hauptrolle in mehreren Adaption der Doktor …-Romane von Richard Gordon sowie den „Bertie Wooster“ in verschiedenen Inszenierungen von Geschichten um Jeeves & Wooster nach P. G. Wodehouse.
Ebenfalls bei der BBC übernahm er eine Sprachrolle für Top Gear (Staffel 19, Episode 5), in der er einem Navigationssystem für Senioren seine Stimme lieh.

## Ehrungen
Mehrfach wurde Briers für seine Verdienste um das Theater geehrt: 1989 wurde er zum Officer of the Most Excellent Order of the British Empire (OBE) ernannt, 2003 zum Commander of the Most Excellent Order of the British Empire (CBE).

## Filmografie (Auswahl)
- 1958: Girls at Sea
- 1960: Bottoms Up
- 1960: 16 Uhr 50 ab Paddington (Murder She Said)
- 1961: Verpfiffen (A Matter of Who)
- 1963: Doktor in Nöten (Doctor in Distress)
- 1961–1966: The Marriage Lines (Fernsehserie, 44 Folgen)
- 1967: Feuerdrache (Fathom)
- 1970: Mein Weg nach oben (All the Way Up)
- 1975–1978: The Good Life (Fernsehserie, 30 Folgen)
- 1978: Watership Down (Stimme)
- 1988: Twelfth Night, or What You Will
- 1985–1988: All Good Faith (Fernsehserie, 18 Folgen)
- 1987 Dr Who (Staffel 24, Fluch des Kroagnon, Paradise Towers)
- 1989: Alles nur Theater (A Chorus of Disapproval)
- 1989: Henry V. (Henry V.)
- 1984–1989: Ever Decreasing Circles (Fernsehserie, 27 Folgen)
- 1992: Peter’s Friends
- 1993: Viel Lärm um nichts (Much Ado About Nothing)
- 1994: Mary Shelley’s Frankenstein
- 1995: Ein Winternachtstraum (In the Bleak Midwinter)
- 1996: Der Geheimagent (The secret agent)
- 1996: Hamlet (Hamlet)
- 1997: Spice World – Der Film (Spice World)
- 1997: Inspektor Morse, Mordkommission Oxford (Inspector Morse, Fernsehserie, Folge: Death is now my Neighbour)
- 1998: Inspector Barnaby (Midsomer Murders, Fernsehserie, Folge: Der Schatten des Todes)
- 1999–2001: Unten am Fluss (Watership Down, Fernsehserie, 15 Folgen, Stimme)
- 2000: Verlorene Liebesmüh’ (Love’s Labour’s Lost)
- 2000–2005: Monarch of the Glen
- 2003: Peter Pan
- 2006: As You Like It
- 2006: New Tricks – Die Krimispezialisten (New Tricks, Fernsehserie, 1 Folge)
- 2009: Agatha Christie’s Marple (Fernsehserie, 1 Folge)
- 2012: Cockneys vs Zombies